# Numbers
Numbers és un programari de full de càlcul, desenvolupat per Apple Inc.. Completa la suite ofimàtica iWork que comprèn ja Keynote (presentacions) i Pages (tractament de textos). La primera versió de Numbers va ser anunciada el 7 d'agost de 2007 per a Mac OS X Tiger(10.4) i Leopard (10.5). En la seva presentació al públic Steve Jobs (CEO d'Apple), va definir Numbers com un programari agradable per utilitzar gràcies a una interfície d'usuari accessible als novells i un millor control en la visualització de les taules de dades. Numbers d'Apple entre plenament en competència amb el full de càlcul de Microsoft Office: Excel i Calc d'Open Office. L'última versió de Numbers (2.0) ha estat presentada al públic en el Keynote d'Apple del 6 de gener de 2009 per Philip W. Schiller (vicepresident senior d'Apple de marqueting). Aquesta nova versió porta com a principals novetats, el suport de MathType i les funcionalitats EndNote.